# Calion
Calion è una città statunitense situata nello Stato dell'Arkansas, nella Contea di Union.